# Hôpital d’instruction des armées Legouest
L’hôpital d’instruction des armées Legouest (HIA Legouest), ancien Festungslazarett III, est un hôpital militaire français construit pendant l’annexion allemande à Metz dans le quartier de Plantières. C’est aujourd’hui un hôpital militaire sous tutelle du ministère des armées placé sous l’autorité de la direction centrale du Service de santé des armées (DCSSA).

## Contexte historique
Alors que la place de Metz est devenue un point stratégique majeur de l’empire allemand, la garnison allemande oscille entre 15 000 et 20 000 hommes au début de la période, et dépasse 25 000 hommes à la veille de la Première Guerre mondiale. Guillaume II décide de doter la ville d’un nouvel hôpital militaire, l’ancien hôpital du fort Moselle datant du XVIIIe siècle.

## Construction et aménagements
Le site choisi pour l’hôpital, à proximité de la nouvelle gare, sur l’actuelle avenue de Plantières, était précédemment occupé par un petit ouvrage fortifié, le fort Gisors, ou « lunette de la Cheneau », qui fermait le passage entre la Seille et le fort Bellecroix. Le nouvel hôpital militaire, de type pavillonnaire, est construit entre 1912 et 1918. Les différents corps de bâtiment, une vingtaine, sont disséminés sur un parc de 10 ha. À l’époque, cet établissement est à la pointe de la technologie médicale et de l’architecture hospitalière, ses salles sont spacieuses, aérées et claires.

## Affectations successives
En 1919, l’hôpital est renommé hôpital de Plantières par les autorités françaises. En 1933, il est baptisé hôpital Legouest, en hommage à Venant Antoine Léon Legouest, chirurgien militaire d’origine messine, professeur agrégé au Val-de-Grâce et premier médecin inspecteur général du service de santé des Armées. De 1940 à 1944, l’établissement est utilisé par les autorités allemandes sous la désignation Reserve-Lazarett I. Puis, de décembre 1944 à 1946, le XXe corps américain l’occupe à son tour sous le nom de 34e American Hospital.
Le centre hospitalier des armées Legouest est devenu hôpital d’instruction des armées (HIA) Legouest en 1992 renouant avec la tradition d’une école de formation médicale militaire en Moselle autrefois tenue par l’hôpital militaire du Fort Moselle.
L’hôpital a fêté son centenaire le 14 septembre 2012, dans le cadre des Journées européennes du patrimoine, où il fut ouvert au public et aux associations de mémoire du patrimoine et des traditions des services de santé à travers l’histoire, particulièrement actives en Moselle et en Lorraine (véhicules et tenues d'uniforme d'époques diverses, cartophilie, militaria).

## Partenariat stratégique et coopération civilo-militaire  de territoire
Le 18 novembre 2013 s’est tenue au sein de l’hôpital une première conférence médicale inter-établissement entre le centre hospitalier régional de Metz-Thionville représenté par Véronique Anatole-Touzet, directrice générale du centre hospitalier régional (CHR) de Metz-Thionville, et l’HIA Legouest, représenté par son médecin-chef (directeur), le médecin général Patrick Gergoy. L'objectif était de préparer le rapprochement et la constitution d’équipes médicales civilo-militaires de territoire, prévues par le projet stratégique du Service de santé des armées (SSA). Ce même mois de novembre inaugure la présence permanente d'une équipe mixte  de dermatologues du CHR Metz Thionville et du SSA au sein du service de Dermato-vénéréologie, présent depuis plus d'une trentaine d'années et seul service hospitalier pour cette discipline dans l'agglomération messine.
Le 6 février 2014 est signé l’accord-cadre de partenariat avec le centre hospitalier régional Metz-Thionville, en présence de Jean Yves Le Drian, ministre de la Défense, Nacer Meddah, préfet de la région Lorraine, de Dominique Gros, maire de Metz et président du conseil de surveillance du CHR de Metz-Thionville, du médecin général des armées Jean-Marc Debonne,  directeur central du service de santé des armées, de Claude d'Harcourt, directeur général de l’agence régionale de santé de Lorraine, de Bernard Dupont, directeur général du CHU de Nancy. Les signataires sont Véronique Anatole-Touzet et le médecin général Claude Conessa,  médecin-chef de l’HIA. Cette coopération vise à mettre en complémentarité des équipes de soins fonctionnant en réseau territorial civil et militaire dans toutes les spécialités et mutualisant la permanence de soins des deux établissements. Le projet médical partagé et coordonné concernera les soins de proximité et de recours (urgences, plateaux techniques, spécialités médicales, gestion de crise), les missions d’enseignement et de recherche clinique. Soutenu par l’agence régionale de santé de Lorraine cet accord expérimental de coopération civilo-militaire  prévu dans le Projet stratégique du service de santé des armées 2020, a pour objectif  d'améliorer le parcours de soin des patients et l’efficience médico-économique mutuelle, dans une logique de filière de soins.
En juillet 2014, l'Unité de Soins Palliatifs (USP) est transférée du site de l'Hôpital de Mercy du CHR dans l'HIA Legouest, avec une capacité identique de 10 lits. Elle est officiellement inaugurée le 3 octobre 2014  en présence du maire Dominique Gros, du médecin général inspecteur Dominique Vallet, adjoint « Offre de soins et Expertise » du directeur central du Service de santé des armées, du médecin général Jean-Paul Perez, sous-directeur pour les Hôpitaux et la Recherche, par Véronique Anatole-Touzet et le médecin général Claude Conessa.